# Museo greco-romano di Alessandria d'Egitto
Il Museo greco-romano di Alessandria d'Egitto si trova al centro della moderna Alessandria d'Egitto ed espone, nelle sue 27 sale e nei suoi giardini, circa quarantamila reperti archeologici, che coprono un arco di tempo di quasi 1000 anni di storia, dal 331 a.C., fondazione della città di Alessandria, alla conquista araba del 640.
Il museo, che fu fondato nel 1892 dal chedivè Abbas II, annovera tra i suoi primi direttori archeologi italiani che contribuirono in maniera decisiva ad arricchire le sue collezioni, tra i quali Giuseppe Botti, Evaristo Breccia ed Achille Adriani.
I reperti sono ordinati cronologicamente in diverse sezioni disposte in senso orario a partire dall'ingresso.
Tra i manufatti esposti di particolare interesse è il mosaico a forma circolare che raffigura la regina Berenice II, moglie di Tolomeo III, che fu re d'Egitto dal 246 al 221 a.C.